# Gerard Vianen
Gerard Vianen (né le 9 février 1944 à Kockengen, et mort le 10 décembre 2014) est un coureur cycliste néerlandais, professionnel de 1967 à 1977.

## Palmarès

### Palmarès amateur
- 1965
  - Grand Prix François-Faber :
    - Classement général
    - 1re étape
- 1966
  - Tour d'Overijssel

### Palmarès professionnel
- 1967
  - Championnat des Flandres
- 1968
  - 3e du Grand Prix de l'Escaut
- 1970
  - Prologue de Paris-Nice (contre-la-montre par équipes)
  - 6eb étape du Critérium du Dauphiné libéré
  - 7e étape du Tour de Suisse
  - 2e étape du Tour du Nord
  - 3e du championnat des Pays-Bas sur route
  - 10e du championnat du monde sur route
- 1971
  - Gênes-Nice
  - 5e étape de Paris-Nice
  - 10e étape Tour d'Espagne
  - 2e, 7e et 8e étapes du Tour du Portugal
  - 2e du Grand Prix d'Aix-en-Provence
- 1972
  - 1re étape du Tour d'Andalousie
  - 2e et 15e étapes du Tour d'Espagne
  - 2e du Tour d'Andalousie
- 1973
  - 2e étape de la Semaine catalane
  - Prologue du Tour d'Indre-et-Loire (contre-la-montre par équipes)
  - 2e du Circuit du Port de Dunkerque
  - 3e de la Nokere Koerse
  - 3e de la Gullegem Koerse
  - 7e du championnat du monde sur route
- 1974
  - Grand Prix d'Antibes
  - 20e étape Tour de France
  - Prologue du Tour de l'Aude
  - 2e du championnat des Pays-Bas sur route
- 1975
  - Tour de Zélande centrale
  - 2e étape du Tour des Pays-Bas
  - 3e du Tour des Pays-Bas
  - 5e des Quatre Jours de Dunkerque
- 1976
  - 7e étape du Critérium du Dauphiné libéré
  - Classement par points du Critérium du Dauphiné libéré
  - 3e du Grand Prix de Peymeinade

## Résultats sur les grands tours

### Tour de France
8 participations 
- 1968 : hors délais (11e étape)
- 1970 : 47e
- 1971 : abandon (9e étape)
- 1972 : 71e
- 1973 : 59e
- 1974 : 56e, vainqueur de la 20e étape
- 1975 : 66e
- 1976 : 76e

### Tour d'Espagne
2 participations 
- 1971 : 49e, vainqueur de la 10e étape
- 1972 : 36e, vainqueur des 2e et 15e étapes